# Nathan Porges
Nathan Porges (21. prosince 1848 Prostějov – 27. srpna 1924 Würzburg) byl česko-německý rabín a vysokoškolský pedagog.

## Životopis
Narodil se v Prostějově, kde také strávil dětství. Gymnázium navštěvoval v Olomouci. Poté studoval na Vratislavské univerzitě, kde v roce 1869 promoval. Kromě toho zde také studoval židovský teologický seminář. Jako rabín působil v Nakłu nad Notecią, Mannheimu, Plzni, Karlových Varech a Lipsku. V roce 1913 byl jmenován profesorem na Univerzitě v Lipsku. Byl znalcem hebrejštiny.

## Dílo (výběr)
- Über die Verbalstammbildung in den Semitischen Sprachen, Vídeň, 1875
- Bibelkunde und Babelfunde, Lipsko, 1903
- Kant und das Judentum (společně s Juliem Guttmanem), 1908
- Joseph Bechor Schor (společně s Juliem Guttmanem), 1908